# Liste der Monuments historiques in Rougeux
Die Liste der Monuments historiques in Rougeux führt die Monuments historiques in der französischen Gemeinde Rougeux auf.

## Liste der Immobilien
| Bezeichnung    | Beschreibung            | Standort                   | Kennzeichnung | Schutzstatus | Datum | Bild |
| -------------- | ----------------------- | -------------------------- | ------------- | ------------ | ----- | ---- |
| Friedhofskreuz | aus dem 17. Jahrhundert | Rue des Lavandières (Lage) | PA00079214    | Inscrit      | 1929  |      |